# Ibanda
Ibanda ist eine Stadt in der Western Region in Uganda. Sie ist der Hauptort des Distrikt Ibanda und ist eine Gemeinde innerhalb des Distrikts. Den Status als Gemeinde (Municipality) besitzt Ibanda seit dem Jahr 2015.

## Lage
Kotido liegt ungefähr 70 Kilometer nordwestlich von Mbarara, der größten Stadt in der Subregion Ankole. Die Stadt liegt auch ungefähr 290 Kilometer südwestlich von Kampala, Ugandas Hauptstadt und größter Stadt.

## Bevölkerung
Im August 2014 bezifferte eine Volkszählung die Einwohnerzahl auf 104.805.
Die folgende Übersicht zeigt die Einwohnerzahlen nach dem jeweiligen Gebietsstand.
| Jahr | Einwohner |
| ---- | --------- |
| 1969 | 129       |
| 1991 | 2.974     |
| 2002 | 22.728    |
| 2014 | 104.805   |

## Bildung
Die Stadt ist Standort der 2014 gegründeten privaten Ibanda-Universität.